# アンジュー家
アンジュー家（アンジューけ、Angevin）は、フランス王国のアンジュー地方を統治した貴族の家系。4つの系統がある。

## アンジェルジェ家
第1のアンジュー家は、フランク人の貴族インゲルガリウス（アンジェルジェ）を祖とする家系で、アンジェルジェ家とも呼ばれる。アンジェルジェのフルク3世の娘を通じて、第2のアンジュー家とは女系でつながっている。

## イングランドのアンジュー家（プランタジネット家）
第2のアンジュー家は、ガティネ家とも呼ばれるが、フルク3世の外孫ジョフロワ3世、次いでその弟フルク4世の代にアンジュー伯を相続した。フルク4世の曾孫のアンジュー伯アンリは1154年にイングランド王ヘンリー2世として即位してプランタジネット朝（アンジュー朝とも呼ばれる）を興し、グレートブリテン島とフランス西部にまたがる広大な領土を獲得してアンジュー帝国を築く。しかし、ジョン王、ヘンリー3世の時代に大陸側の所領の多くを失った。プランタジネット朝は狭義には1399年まで、広義には（ランカスター朝およびヨーク朝を含める）1485年まで続いた。
なお、ヘンリー2世の祖父フルク5世は1131年にエルサレム女王メリザンド (en) と結婚して共同王位に就き、ヘンリー2世の叔父やいとこたちに王位が継承されている。

## シチリア・ナポリのアンジュー家（アンジュー＝シチリア家）
第3のアンジュー家は、フランス王家であるカペー家の支流、カペー系アンジュー家である。イタリアではアンジョ（Angiò）家と呼ばれる。プランタジネット家がフランス国内の所領を没収された後、フランス王ルイ9世の弟シャルルが1247年にアンジュー伯に封じられ、シャルルを祖とするアンジュー家が新たに成立した。シャルルは1246年にプロヴァンス伯となり、1266年にはシチリア王位に就いた。そのためこの家系はアンジュー＝シチリア家とも呼ばれる。シャルルはシチリアを失うが、ナポリ王位が子孫に継承された。14世紀にはこの家系からハンガリー・ポーランドの王も出ている。

## ヴァロワ家系アンジュー家（ヴァロワ＝アンジュー家）
第4のアンジュー家は、カペー家支流でフランス王家となったヴァロワ家の支流で、ヴァロワ＝アンジュー家と呼ばれる。フランス国王ジャン2世の子アンジュー公ルイ1世に始まる。カペー系アンジュー家とはジャン2世の祖母であるマルグリット・ダンジューを通じて直接的にも血統のつながりがある。ルイ1世はプロヴァンス伯領を獲得し、またナポリ王位を孫ルネの時代まで争い続けた。ルネはまた、ロレーヌ公にもなった。

## 備考
スペイン・ブルボン家の祖フェリペ5世は、元はフランス王子アンジュー公フィリップであり、この家系にはブルボン＝アンジュー家という呼び方もあるが、通常は用いられない。ヴァロワ＝アンジュー家の断絶以後、アンジュー公の爵位はその時々のフランス王の近親者に1代限りで与えられるアパナージュとなっていた。フェリペ5世がこの称号を保持したのは誕生からスペイン王即位までの期間で、その子孫には伝えられていない。
フランスで王制が廃された後、レジティミスト（フランスの正統王党派）が推すフランス王位請求者であるマドリード公ハイメがアンジュー公を称し、その後継者が以後この称号を用いているが、一方で対立関係にあるオルレアン家でもこの称号は用いられている。